# Le Chanteur (album)
Pour les articles homonymes, voir Le Chanteur.
Albums de Daniel Balavoine
Les Aventures de Simon et Gunther...
(1977) Face amour / Face amère
(1979)
Singles
1. Le Chanteur
Sortie : juin 1978
2. Lucie
Sortie : 1978

Le Chanteur est le troisième album studio de Daniel Balavoine, paru en juin 1978 chez Barclay, via Riviera L.M. Au moment de sa sortie, Balavoine peine à rencontrer le succès après deux albums publiés chez Barclay qui sont passés inaperçus. Grâce à la persévérance de son ami et mentor Léo Missir, qui le défend depuis ses débuts, il enregistre ce troisième opus en avril 1978 dans un studio à Boulogne-Billancourt et pense tout arrêter en cas de nouvel échec. Deux singles sont publiés comme extraits pour promouvoir l'album, la chanson-titre et Lucie. Le succès commercial du Chanteur en single permet à Balavoine de se faire connaître du grand public et de voir les ventes de l'album dépasser les 800 000 exemplaires,,, étant le deuxième album le mieux vendu en France du chanteur derrière Sauver l'amour (1985).

## Historique

### Contexte
En 1978, Daniel Balavoine a vingt-six ans. À cette époque, il a déjà publié deux albums De vous à elle en passant par moi et Les Aventures de Simon et Gunther..., qui se sont peu vendus, malgré le succès d'estime de Lady Marlène, extrait des Aventures de Simon et Gunther. Balavoine doit signer l'album de la dernière chance, étant sur la sellette car ses disques coûtent cher et ont obtenu de faibles ventes. Par ailleurs, Eddie Barclay, grand patron du label Barclay, émet des doutes concernant son futur succès,. Mais Léo Missir, directeur artistique chez Barclay qui a pris Balavoine sous son aile, défend le jeune chanteur et décide de le garder alors que Barclay lui demande de rendre leur contrat à quatre des cinq artistes.

### Enregistrement

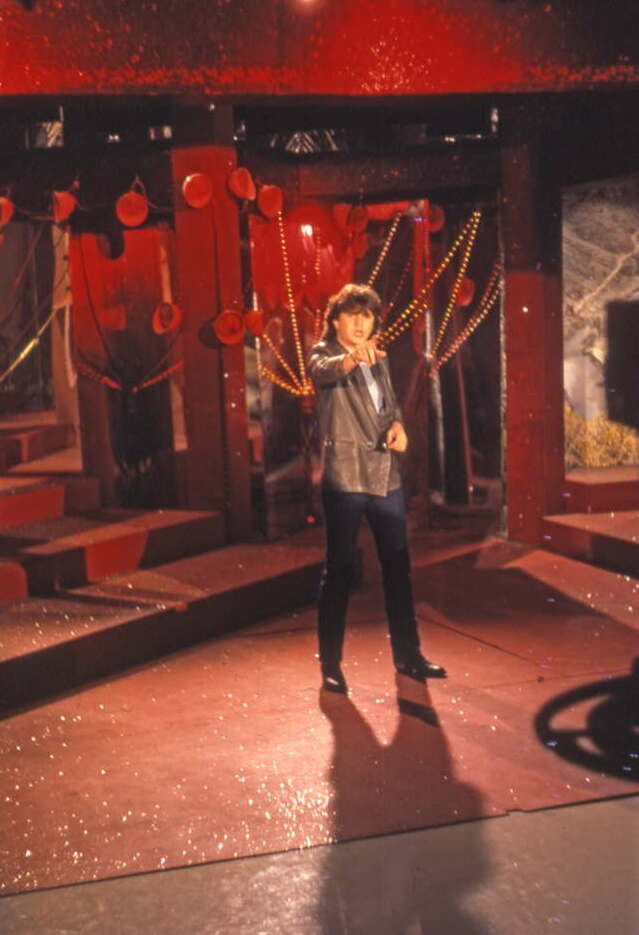
Daniel Balavoine (ici en 1980) interprétant Le Chanteur, qui donne son titre à l'album et au premier tube de l'auteur-compositeur interprète.

Grâce à la persévérance et la détermination de Missir, Balavoine retourne en studio situé dans le sous-sol d'un pavillon à Boulogne-Billancourt en avril 1978 afin d'enregistrer un troisième album. Balavoine enregistre les chansons qui composent ce nouvel opus dans les conditions du direct avec les musiciens dans la cabine. Il confie même à ses proches que s'il ne vend pas « au moins trente mille albums », il arrête.
Après plusieurs semaines de travail, Missir se rend en studio afin d'écouter les premières chansons, mais trouve qu'il manque un titre suffisamment fort qui marquera l'album. Retournant au travail, Balavoine retrouve une mélodie qu'il avait composée et pour laquelle il avait enregistré un texte mais ne trouvait pas de paroles convaincantes. Un jour, alors qu'il repasse en boucle le titre dans le studio, le jugeant inabouti, un des musiciens joue une petite harmonie sur son clavier, enregistrée par erreur. Ces notes inspirent Balavoine pour créer une nouvelle introduction, qui va donner au titre toute sa force et son intensité. Alors que ses musiciens se rendent un soir dans un restaurant situé à côté du studio, Balavoine reste seul et se met à écrire en une heure, sous une impulsion, le texte du Chanteur, qui décrit de façon lucide et stupéfiante le métier de chanteur,. D'après Fabien Lecœuvre, auteur de Balavoine, la véritable histoire, le jeune chanteur se moque indirectement d'Eddie Barclay, qui trouvait que Balavoine n'était pas beau. À peine les musiciens revenus du restaurant, Balavoine les rappelle pour leur lire le texte, qui s'intitule au départ J'voudrais bien réussir ma vie en référence à Je m'voyais déjà de Charles Aznavour, afin de l'enregistrer dans la foulée. Le jour où le disque doit être gravé, Balavoine appelle Missir pour lui dire de changer le titre de cette chanson, qui se nommera Le Chanteur, car cela l'obsédait.

## Parution et réception
L'album sort dans les premiers jours de juin 1978 sous le label Riviera L.M., filiale de Barclay. Eddie Barclay invite Balavoine pour lui émettre ses doutes quant à son avenir et lui dit que s'il vend cent mille disques, il « lui taille une pipe »,. L'équipe commerciale de Barclay fabrique un single promotionnel figurant Le Chanteur en face B, la maison de disques ayant misé sur Si je suis fou en face A. Mais lorsque les radios multi-diffusent Le Chanteur, le label est surpris que le titre soit diffusé dix fois par jour, l'obligeant à le placer en face A du single pour les nouveaux pressages destinés à la vente. Le single, sorti dans les commerces parallèlement à l'album, rencontre un véritable succès commercial, avec plus de 500 000 exemplaires vendus et une quatrième place dans les hit-parades en janvier 1979. L'album Le Chanteur se vend à plus de 800 000 exemplaires. Ce succès intervient au moment où il figure au casting de l'opéra-rock Starmania, dont l'album studio original, paru le 11 septembre 1978, se vend à plus de deux millions d'exemplaires.
L'album est certifié disque d'or le 22 décembre 1978 pour plus de 100 000 exemplaires vendus.

## Liste des chansons
| No  | Titre                    | Musique                           | Auteur                           | Durée |
| --- | ------------------------ | --------------------------------- | -------------------------------- | ----- |
| 1.  | Les Oiseaux (1re partie) | Daniel Balavoine                  | Daniel Balavoine                 | 3:48  |
| 2.  | Les Oiseaux (2e partie)  | Daniel Balavoine                  | Daniel Balavoine, Patrick Dulphy | 3:26  |
| 3.  | France                   | Daniel Balavoine et Bernard Serré | Daniel Balavoine                 | 3:20  |
| 4.  | C'est un voyou           | Daniel Balavoine                  | Daniel Balavoine                 | 3:02  |
| 5.  | Lucie                    | Daniel Balavoine                  | Daniel Balavoine                 | 5:18  |
| 6.  | Le Chanteur              | Daniel Balavoine                  | Daniel Balavoine                 | 3:51  |
| 7.  | Si je suis fou           | Daniel Balavoine                  | Daniel Balavoine                 | 3:26  |
| 8.  | Oiseau de nuit           | Daniel Balavoine                  | Bernard Balavoine                | 4:44  |
| 9.  | Le Pied par terre        | Daniel Balavoine                  | Daniel Balavoine, Patrick Dulphy | 3:44  |
| 10. | Des gens comme vous      | Daniel Balavoine                  | Bernard Balavoine                | 4:44  |

## Certifications
| Pays          | Certification | Ventes certifiées |
| ------------- | ------------- | ----------------- |
| France (SNEP) | Or            | 100 000           |

## Crédits
Album conçu par Daniel Balavoine, réalisé par Andy Scott, supervisé par Léo Missir, arrangé et joué par :
- Daniel Balavoine — claviers, guitares acoustiques, chant, chœurs
- Bernard Serré — basses et chœurs
- Patrick Dulphy et Colin Swinburne — guitares
- Jean-Paul Batailley — batterie et percussions
- Roger Secco — batterie et chœurs
- Hervé Limeretz — Clavier
- Patrick Bourgoin — instruments à vent
- Guy Balavoine — chœurs